# Luisa Sasko-Gothajsko-Altenburská
Luisa Sasko-Gothajsko-Altenburská (21. prosince 1800, Gotha – 30. srpna 1831, Paříž) byla první manželkou Arnošta I. Sasko-Kobursko-Gothajského, matkou Arnošta II. a prince Alberta, manžela královny Viktorie. Je tak předkem královny Alžběty II.

## Rodina
Luisa se narodila jako jediná dcera Augusta Sasko-Gothajsko-Altenburského a jeho první manželky Luisy Šarloty Meklenbursko-Zvěřínské, dcery Fridricha Františka I. Meklenbursko-Zvěřínského a Luisy Sasko-Gothajsko-Altenburské (její jmenovkyně).

## Manželství a potomci
31. července 1817 se ve městě Gotha provdala za svého příbuzného, Arnošta III. Sasko-Kobursko-Saalfeldského poté, co se mu nepodařilo získat ruku ruské velkokněžny. Luisa byla považována za "mladou, chytrou a krásnou".
Luisa měla s Arnoštem dvě děti:
- Arnošt (21. června 1818 – 22. srpna 1893), ⚭ 1842 Alexandrina Bádenská (6. prosince 1820 – 20. prosince 1904)
- Albert (26. srpna 1819 – 14. prosince 1861), ⚭ 1840 britská královna Viktorie (24. května 1819 – 22. ledna 1901)

Manželství Luisy a Arnošta bylo kvůli nevěrám nešťastné a manželé se v roce 1824 rozešli: vévoda měl řadu milenek, což jeho manželka samozřejmě těžce nesla. I ona si nakonec našla milence – roku 1823 komorníka Gottfrieda von Bülow, v létě roku 1824 pak navázala vztah s baronem Alexandrem von Hanstein. Po odhalení tohoto vztahu musela rodinu opustit. Arnošt I. se s ní rozvedl a Luisa přišla o své dva syny. Jako její nová residence jí bylo přiděleno St. Wendel v lichtenberském knížectví. Životopisec Lytton Strachey v roce 1921 poznamenal: "Vévodský dvůr nebyl znám přísnou morálkou; vévoda byl galantní muž a proslýchalo se, že vévodkyně následuje jeho příkladu. Byly tam skandály: mluvilo se o okouzlujícím a kultivovaném komorníkovi židovského původu. Nakonec se manželé rozešli a následoval rozvod."

## Po rozvodu
Manželství bylo oficiálně zrušeno 31. března 1826. O sedm měsíců později, 18. října 1826 se Luisa v St. Wendel tajně provdala za svého milence, barona Alexandra von Hanstein. Během svého předchozího manželství se zajímala o společenský život knížectví a byla ctěna jako jeho Landesmutter (matka kraje). Tento šťastný život však skončil v únoru 1831, když byl sňatek s Hansteinem odhalen a ona trvale ztratila své děti.
Luisa zemřela 30. srpna 1831 v 30 letech na rakovinu. Léta po její smrti, v roce 1864 ji královna Viktorie popsala v memorandu: "Princezna je popisována jako velmi hezká, i když velmi malá; světlovlasá s modrýma očima; říká se, že princ Albert jí byl extrémně podobný".
V roce 1859 byly Luisiny ostatky přeneseny z původního místa posledního odpočinku v Morizkirche do vévodského mauzolea Friedhof am Glockenberg.

## Vývod z předků
|                                   |                                              |  |                                            |                                             |  |  |  |  |  |  |  | Fridrich II. Sasko-Gothajsko-Altenburský |
|                                   |                                              |  |                                            |                                             |  |  |  |  |  |  |  |                                          |
|                                   | Fridrich III. Sasko-Gothajsko-Altenburský    |  |                                            |                                             |  |  |  |  |  |  |  |                                          |
|                                   |                                              |  |                                            |                                             |  |  |  |  |  |  |  |                                          |
|                                   |                                              |  |                                            | Magdalena Augusta Anhalttsko-Zerbstská      |  |  |  |  |  |  |  |                                          |
|                                   |                                              |  |                                            |                                             |  |  |  |  |  |  |  |                                          |
|                                   | Arnošt II. Sasko-Gothajsko-Altenburský       |  |                                            |                                             |  |  |  |  |  |  |  |                                          |
|                                   |                                              |  |                                            |                                             |  |  |  |  |  |  |  |                                          |
|                                   |                                              |  |                                            | Arnošt Ludvík I. Sasko-Meiningenský         |  |  |  |  |  |  |  |                                          |
|                                   |                                              |  |                                            |                                             |  |  |  |  |  |  |  |                                          |
|                                   | Luisa Dorotea Sasko-Meiningenská             |  |                                            |                                             |  |  |  |  |  |  |  |                                          |
|                                   |                                              |  |                                            |                                             |  |  |  |  |  |  |  |                                          |
|                                   |                                              |  |                                            | Dorotea Marie Sasko-Gothajsko-Altenburská   |  |  |  |  |  |  |  |                                          |
|                                   |                                              |  |                                            |                                             |  |  |  |  |  |  |  |                                          |
|                                   | Augustus Sasko-Gothajsko-Altenburský         |  |                                            |                                             |  |  |  |  |  |  |  |                                          |
|                                   |                                              |  |                                            |                                             |  |  |  |  |  |  |  |                                          |
|                                   |                                              |  |                                            | Bernard I. Sasko-Meiningenský               |  |  |  |  |  |  |  |                                          |
|                                   |                                              |  |                                            |                                             |  |  |  |  |  |  |  |                                          |
|                                   | Antonín Oldřich Sasko-Meiningenský           |  |                                            |                                             |  |  |  |  |  |  |  |                                          |
|                                   |                                              |  |                                            |                                             |  |  |  |  |  |  |  |                                          |
|                                   |                                              |  |                                            | Alžběta Eleonora Brunšvicko-Wolfenbüttelská |  |  |  |  |  |  |  |                                          |
|                                   |                                              |  |                                            |                                             |  |  |  |  |  |  |  |                                          |
|                                   | Šarlota Sasko-Meiningenská                   |  |                                            |                                             |  |  |  |  |  |  |  |                                          |
|                                   |                                              |  |                                            |                                             |  |  |  |  |  |  |  |                                          |
|                                   |                                              |  |                                            | Karel I. Hesenský                           |  |  |  |  |  |  |  |                                          |
|                                   |                                              |  |                                            |                                             |  |  |  |  |  |  |  |                                          |
|                                   | Šarlota Amálie Hesensko-Philippsthalská      |  |                                            |                                             |  |  |  |  |  |  |  |                                          |
|                                   |                                              |  |                                            |                                             |  |  |  |  |  |  |  |                                          |
|                                   |                                              |  |                                            | Karolína Kristýna Sasko-Eisenašská          |  |  |  |  |  |  |  |                                          |
|                                   |                                              |  |                                            |                                             |  |  |  |  |  |  |  |                                          |
| Luisa Sasko-Gothajsko-Altenburská |                                              |  |                                            |                                             |  |  |  |  |  |  |  |                                          |
|                                   |                                              |  |                                            |                                             |  |  |  |  |  |  |  |                                          |
|                                   |                                              |  | Kristián Ludvík II. Meklenbursko-Zvěřínský |                                             |  |  |  |  |  |  |  |                                          |
|                                   |                                              |  |                                            |                                             |  |  |  |  |  |  |  |                                          |
|                                   | Ludvík Meklenbursko-Zvěřínský                |  |                                            |                                             |  |  |  |  |  |  |  |                                          |
|                                   |                                              |  |                                            |                                             |  |  |  |  |  |  |  |                                          |
|                                   |                                              |  |                                            | Gustava Karolína Meklenbursko-Střelická     |  |  |  |  |  |  |  |                                          |
|                                   |                                              |  |                                            |                                             |  |  |  |  |  |  |  |                                          |
|                                   | Fridrich František I. Meklenbursko-Zvěřínský |  |                                            |                                             |  |  |  |  |  |  |  |                                          |
|                                   |                                              |  |                                            |                                             |  |  |  |  |  |  |  |                                          |
|                                   |                                              |  |                                            | František Josiáš Sasko-Kobursko-Saalfeldský |  |  |  |  |  |  |  |                                          |
|                                   |                                              |  |                                            |                                             |  |  |  |  |  |  |  |                                          |
|                                   | Šarlota Žofie Sasko-Kobursko-Saalfeldská     |  |                                            |                                             |  |  |  |  |  |  |  |                                          |
|                                   |                                              |  |                                            |                                             |  |  |  |  |  |  |  |                                          |
|                                   |                                              |  |                                            | Anna Žofie Schwarzbursko-Rudolstadtská      |  |  |  |  |  |  |  |                                          |
|                                   |                                              |  |                                            |                                             |  |  |  |  |  |  |  |                                          |
|                                   | Luisa Šarlota Meklenbursko-Zvěřínská         |  |                                            |                                             |  |  |  |  |  |  |  |                                          |
|                                   |                                              |  |                                            |                                             |  |  |  |  |  |  |  |                                          |
|                                   |                                              |  |                                            | Fridrich II. Sasko-Gothajsko-Altenburský    |  |  |  |  |  |  |  |                                          |
|                                   |                                              |  |                                            |                                             |  |  |  |  |  |  |  |                                          |
|                                   | Jan August Sasko-Gothajsko-Altenburský       |  |                                            |                                             |  |  |  |  |  |  |  |                                          |
|                                   |                                              |  |                                            |                                             |  |  |  |  |  |  |  |                                          |
|                                   |                                              |  |                                            | Magdalena Augusta Anhalttsko-Zerbstská      |  |  |  |  |  |  |  |                                          |
|                                   |                                              |  |                                            |                                             |  |  |  |  |  |  |  |                                          |
|                                   | Luisa Sasko-Gothajsko-Altenburská            |  |                                            |                                             |  |  |  |  |  |  |  |                                          |
|                                   |                                              |  |                                            |                                             |  |  |  |  |  |  |  |                                          |
|                                   |                                              |  |                                            | Jindřich I. Reuß z Schleizu                 |  |  |  |  |  |  |  |                                          |
|                                   |                                              |  |                                            |                                             |  |  |  |  |  |  |  |                                          |
|                                   | Luisa Reußová ze Schleize                    |  |                                            |                                             |  |  |  |  |  |  |  |                                          |
|                                   |                                              |  |                                            |                                             |  |  |  |  |  |  |  |                                          |
|                                   |                                              |  |                                            | Juliana Dorotea z Löwenstein-Wertheimu      |  |  |  |  |  |  |  |                                          |
|                                   |                                              |  |                                            |                                             |  |  |  |  |  |  |  |                                          |